# Finhaut
Finhaut ist eine politische Gemeinde und eine Burgergemeinde des Bezirks Saint-Maurice im französischsprachigen Teil des Kantons Wallis in der Schweiz.
Zur Gemeinde Finhaut gehören auch die Ortschaften Giétroz und Le Châtelard. Letztere teilt sich wiederum in die alte Kernsiedlung Châtelard-Village und die Grenzsiedlung Châtelard-Frontière.

## Geographie

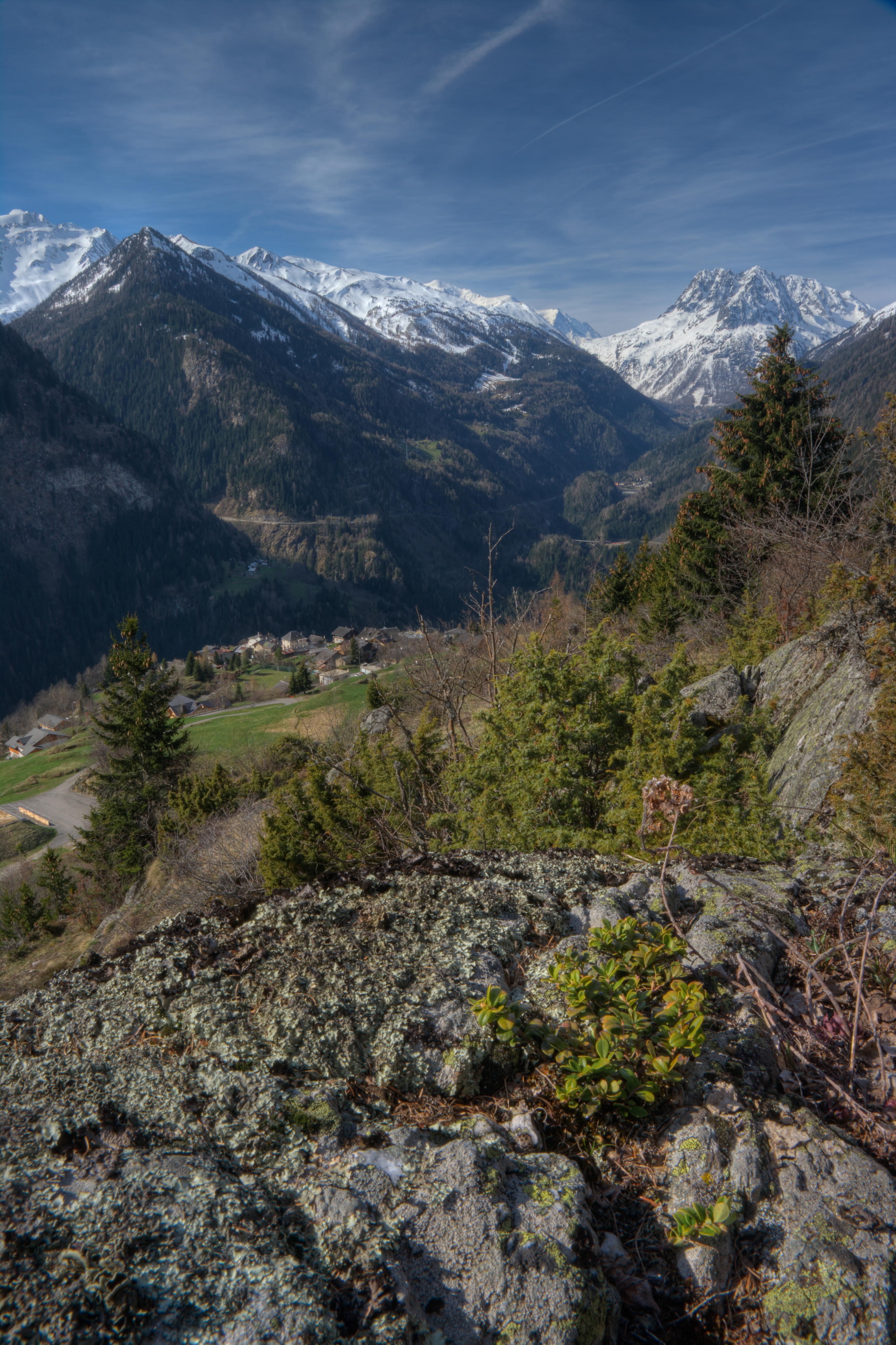
Finhaut

Finhaut liegt im oberen Teil des Vallée du Trient, das vom Trient, einem Nebenfluss der Rhone, durchflossen wird.
Die Grenze zu Frankreich markieren eine Reihe von Bergspitzen der Walliser Alpen: Pointe de la Finive (2838 m ü. M.), Le Cheval Blanc (2831 m ü. M.), Pointe de la Terrasse (2732 m ü. M.) und Les Perrons (2674 m ü. M.). Diese vier Spitzen im Westen der Gemeinde umschliessen ein Tal, in welchem der Lac du Vieux Emosson durch die Bogenstaumauer Vieux-Emosson (fertiggestellt 1955) aufgestaut wird. Im Osten, in Abflussrichtung liegt der Emosson-Talkessel, wo auf Gemeindegebiet der untere Teil des Lac d’Emosson liegt, der von der Bogenstaumauer Emosson (fertiggestellt 1975) aufgestaut wird. La Barberine, der nach Süden verlaufende Seeabfluss, bildet die Grenze zu Frankreich, die im Bereich der Staumauer Gegenstand eines Gebietsabtausches war. Im Tal der nach Osten fliessenden Eau Noire, in welche die Barberine mündet, liegen linkerhand die Ortschaften Le Châtelard-Frontière, Le Châtelard-Village und davon etwas oberhalb Giétroz, am Hang des Bel Oiseau (2628 m ü. M., südlicher Gipfel) – die Eau Noir bildet zudem die Gemeindegrenze zu Trient. Nördlich der in Trient liegenden Tête Noire (1199 m ü. M.) mündet sie in den Trient und damit ins Haupttal; nördlich des Zusammenflusses liegt an Südhanglage die Ortschaft Finhaut. Östlich von Finhaut verläuft die Gemeindegrenze zu Salvan, die von der Eau Noir, den Tête de la Boffa (1426 m ü. M.) einschliessend einen Bogen auf den Mont de la Barme (2307 m ü. M.) beschreibt und nach Westen hinüber zum niedrigsten der drei La Rebarme-Gipfel (2421 m ü. M.) verläuft. In südwestlicher Richtung verläuft die Grenze quer über den Hang der Dent de Fenestral zum nördlichen Gipfel des Bel Oiseau (2643 m ü. M.). Zwischen dem Bel Oiseau und dem Oeil de Boeuf (2653 m ü. M.), auf das die Pointe de la Finive folgt, liegt das Vallon de Barberine, in welchem der Lac d’Emosson liegt. An der schmalsten Stelle zwischen dem Vallon und dem Emosson-Talkessel verläuft die Gemeindegrenze, zudem liegt dort auch die alte Gewichtsmauer Barberine (fertiggestellt 1925), die sich mitten im vergrösserten See befindet.
Nachbargemeinden sind im Uhrzeigersinn (von Norden her): Salvan und Trient. Im Süden und Westen grenzt Finhaut an das Département Haute-Savoie in der Région Auvergne-Rhône-Alpes in Frankreich; die französische Gemeinde Vallorcine ist eine direkte Nachbargemeinde. 

## Bevölkerung
| Bevölkerungsentwicklung | Bevölkerungsentwicklung | Bevölkerungsentwicklung | Bevölkerungsentwicklung | Bevölkerungsentwicklung | Bevölkerungsentwicklung | Bevölkerungsentwicklung | Bevölkerungsentwicklung | Bevölkerungsentwicklung | Bevölkerungsentwicklung |
| ----------------------- | ----------------------- | ----------------------- | ----------------------- | ----------------------- | ----------------------- | ----------------------- | ----------------------- | ----------------------- | ----------------------- |
| Jahr                    | 1798                    | 1850                    | 1900                    | 1950                    | 2000                    | 2010                    | 2012                    | 2014                    | 2016                    |
| Einwohner               | 347                     | 470                     | 433                     | 492                     | 318                     | 398                     | 446                     | 489                     | 419                     |

## Verkehr
Die Kantonsstrasse von Vernayaz über Finhaut in Richtung Chamonix wurde 1867 fertiggestellt. Einen Eisenbahnanschluss erhielt die Gemeinde 1906 mit der Eröffnung der meterspurigen Bahnlinie von Martigny über Le Châtelard und Vallorcine nach Chamonix, deren Schweizer Abschnitt durch die Martigny-Châtelard-Bahn (MC) erstellt wurde. Die Gemeinde wird über drei Bahnstationen vom sogenannten Mont-Blanc-Express erschlossen, Betriebsgesellschaft ist seit Fusion der Martigny-Châtelard-Bahn mit anderen Unternehmen die Transports de Martigny et Régions (TMR).

## Tourismus
Die touristische Hauptattraktion hängt eng mit dem Kraftwerksbau zusammen. Bereits die Schweizerischen Bundesbahnen (SBB) nutzten für die Erschliessung der Baustellen die MC und erstellten anschliessende Transportbahnen, darunter eine 1920 eröffnete Standseilbahn von Châtelard zum Wasserschloss des Kraftwerks. Nachdem die SBB kurz vor Fertigstellung der neuen Staumauer Emosson über einen Abbruch nachdachten, wurde die SA des Transports Emosson-Barbarine gegründet um die Standseilbahn vor dem Abbruch zu bewahren. Auch ein Teil der zum Abbruch vorgesehenen Transportbahn, einer Feldbahn mit 600 mm Spurweite konnte gerettet und für den touristischen Betrieb als Petit Train Panoramique d’Emosson hergerichtet werden. Die Bahnen wurden zusammen mit einer Zahnradbahn bei der Emosson-Staumauer 1975 eröffnet.
Zwischen 1989 und 1991 wurde die inzwischen viel zu kleine Zahnradbahn vom Fuss der Staumauer zum See durch den modernen Minifunic ersetzt. Das Unternehmen änderte den Namen Ende 1999 in Trains Touristiques d’Émosson und Anfang 2004 schliesslich in Parc d’Attractions du Châtelard VS SA. Die drei Bahnen erschliessen ein Wandergebiet, zu dessen beliebtesten Route der Aufstieg zum Lac du Vieux Emosson gehört, in dessen Nähe im Sommer Archosaurierspuren besichtigt werden können.

## Elektrizitätswirtschaft

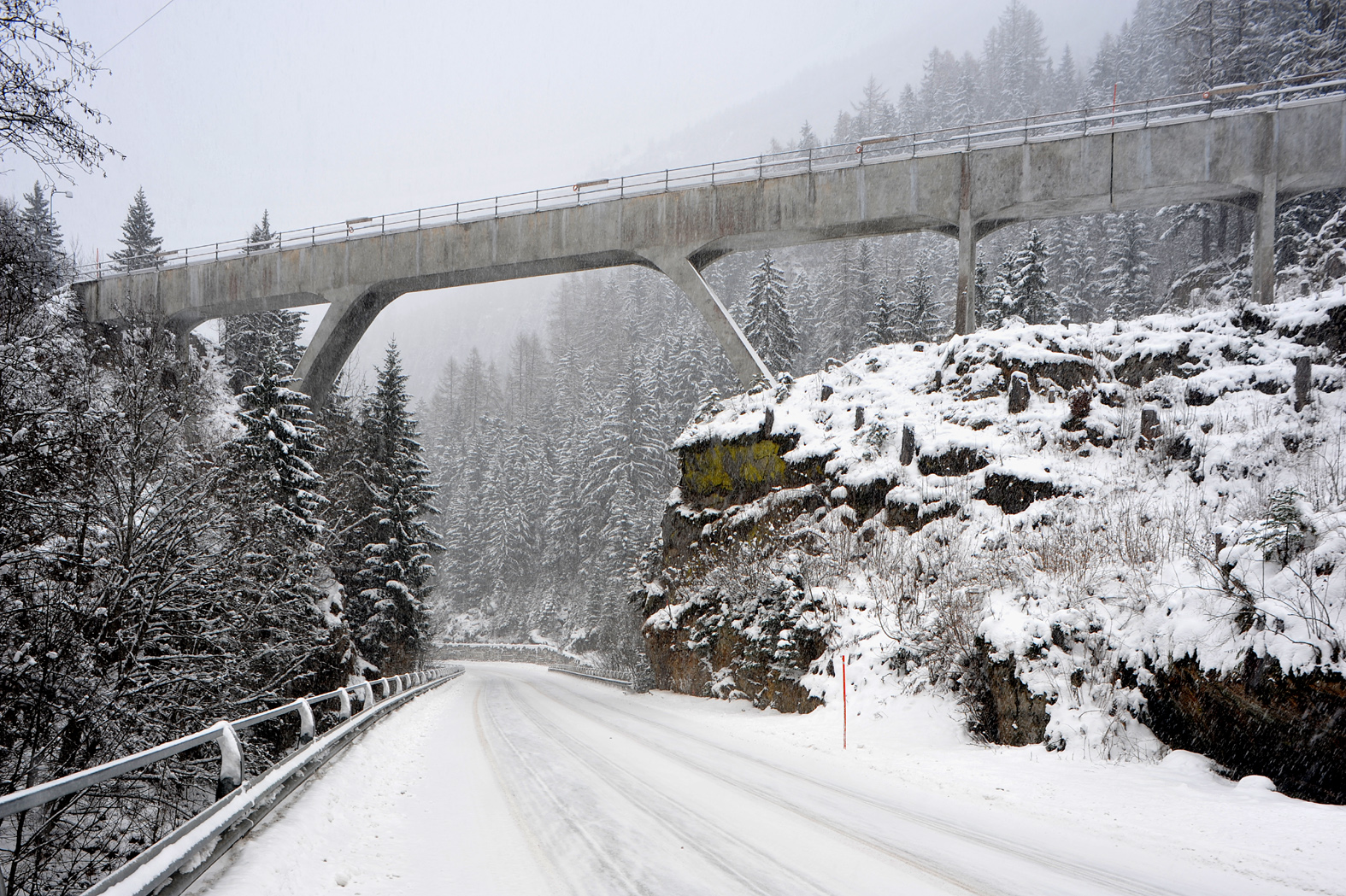
Aquädukt von Maillart in Le Châtelard

Seit den 1920er-Jahren prägt die Energiewirtschaft die Gemeinde. Sie ist seit 1925 Standort von SBB-Kraftwerksanlagen: der Staumauer Barberine und des Kraftwerks Le Châtelard, der ersten Kraftwerkstufe deren abgearbeitetes Wasser in weiteren talwärts liegenden Kraftwerken nochmals genutzt wird. Seit 1955 stehen der Lac du Vieux Emosson samt zugehöriger Staumauer Vieux Emosson in der Gemeinde. Den bisher letzten Ausbau erfuhren die Anlagen 1975 mit Inbetriebnahme der Staumauer Emosson, durch welche der südliche Teil des vergrösserten Lac d’Emosson ebenfalls in der Gemeinde zu liegen kommt.
Diese letzte Ausbaustufe erforderte einen Staatsvertrag zwischen der Schweiz und Frankreich, über den ein Gebietstausch vorgenommen wurde, damit die Landesgrenze so verschoben werden konnte, dass die Staumauer vollständig auf Schweizer Gebiet zu liegen kommt. Im Gegenzug hat auch Frankreich ein Nutzungsrecht an der Anlage, die von der Electricité d’Emosson betrieben wird, einem Gemeinschaftunternehmen der schweizerischen Alpiq mit der französischen EDF. Für die mit Frankreich vertraglich vereinbarte Nutzung wurden zusätzliche Kraftwerkszentralen errichtet, darunter La Barberine an der Grenze zwischen Vallorcine und Le Châtelard-Frontière. Den Talboden bei Finhaut prägen heute insbesondere die Ausgleichsbecken unterhalb der Kraftwerke Le Châtelard und La Barberine.

## Sehenswürdigkeiten
Im Jahr 2012 entdeckte ein Forscherteam der beiden Naturkundemuseen von Basel und Genf versteinerte, 240 Millionen Jahre alte Reptilienfährten von Archosauriern, die Vorfahren der Dinosaurier. Diese Fährten entstanden, bevor sich die Alpen auffalteten und sich an deren heutiger Stelle eine Flussebene befand. Durch letzteren Vorgang befinden sich die Vieux Emosson genannte Fundstelle heute auf einer Höhe von 2400 m ü. M.
Beim Emosson-Staudamm steht die Kapelle Notre-Dame-des-neiges.